# Háöxl
Háöxl är en bergstopp i republiken Island. Den ligger i regionen Austurland, 400 km öster om huvudstaden Reykjavík. Toppen på Háöxl är 1 101 meter över havet.
Runt Háöxl är det mycket glesbefolkat, med 2 invånare per kvadratkilometer. Närmaste större samhälle är Reyðarfjörður, omkring 17 kilometer nordväst om Háöxl. Trakten runt Háöxl består i huvudsak av gräsmarker.